# 杜比全景聲

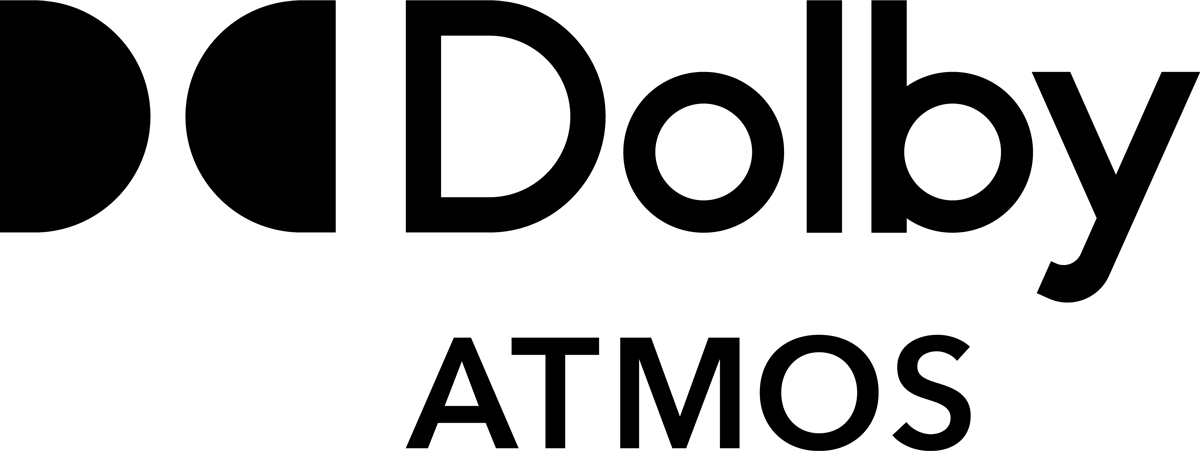
杜比全景聲的標誌

杜比全景聲（英語：Dolby Atmos）是杜比實驗室於2012年4月發表的三維環繞聲技術，首部使用該技術的電影為皮克斯動畫工作室製作的《勇敢傳說》。這款新技術可以呈現64個獨立揚聲器的內容，亦可同時傳送多達128個聲道或物件，比7.1聲道更為細緻。此格式的主要對手為DTS:X。
Dolby Atmos音频比特流格式分为Dolby Digital Plus（Enhanced AC-3，EAC-3）版本和Dolby TrueHD版本，其中EAC-3版本被ETSI记录为ETSI TS 103 420。

## 家庭劇院
杜比實驗室於2014年6月宣佈杜比全景聲技術將會應用於家庭劇院之中。除了《杜比Atmos示範碟》，第一套可以播放杜比全景聲电影的藍光光碟為《變形金剛4：絕跡重生》。
家庭劇院系统使用包含Atmos流的杜比TrueHD音轨，經由HDMI 1.4传输到AV扩大机。2015年主流擴大机可以支援7.1.4声道的Atmos音轨解码。部分2014年的AV扩大机可以藉由升级硬體的形式支援Atmos音轨。不支援Atmos的扩大机和播放器可以把Atmos音轨播放为TrueHD 多声道。

## 家用系統和影院系統的差異
杜比混淆了家用 Atmos 和影院用的 Atmos，家用 Atmos 並不是基於物件的，而是音訊空間資訊的編碼，因為藍光光碟的頻寬不夠，而且家用擴大機解碼器的運算能力也不夠。家用 Atmos 並不是基於 Pro Logic 矩陣編碼/解碼的，而是類似於多聲道 MP3/AAC 這樣的數位壓縮編碼機制。影院 Atmos 系統是基於 9.1 聲道基本音軌和 128 個效果音軌即時混音的，而家用 Atmos 系統是基於 7.1 聲道基本音軌和 24.1.10 音訊空間資訊合成的。TrueHD 或 Dolby Digital Plus 裡的杜比 Atmos需要使用 Dolby Media Producer工具重新編碼導出。